# Accumoli
Accumoli es una localidad italiana de la provincia de Rieti, región de Lacio, con 667 habitantes Dada Istat. Hasta 1927, fue parte de la provincia de L'Aquila en Abruzzo y, desde 1263 hasta 1861, por unos 600 años, ha sido una parte integral del Reino de las Dos Sicilias en la provincia de Abruzzo Ultra II, en el distrito de Cittaducale, con capital en L'Aquila.

## Geografía

### Territorio

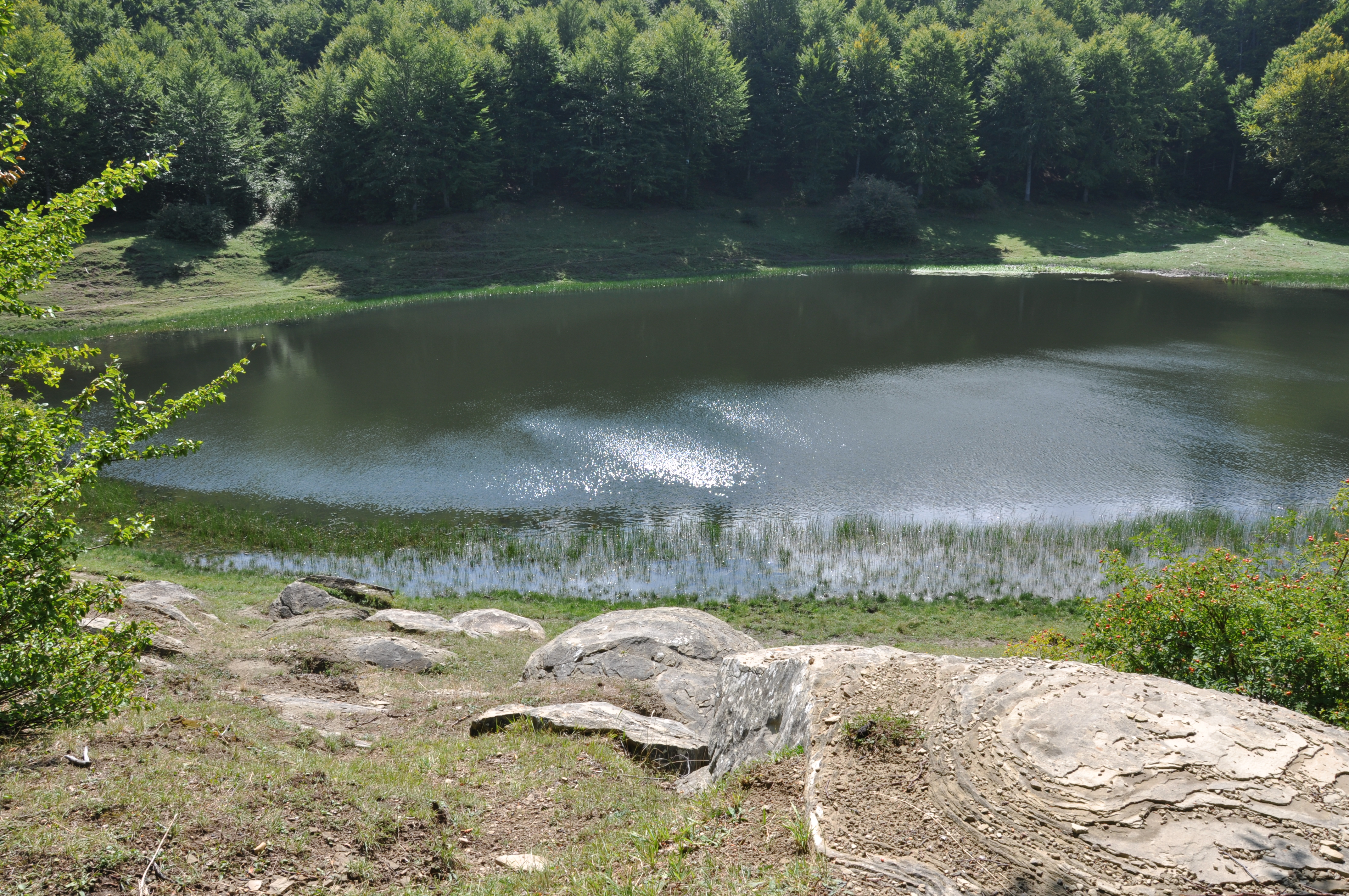
Lago Secco en el Monti della Laga.

Acccumoli se encuentra situado a una altitud de 855 metros sobre el nivel del mar en los Apeninos umbros en el extremo noreste de Lacio. Hasta 1927 fue parte de la provincia de L'Aquila, en Abruzzo. Es un municipio dentro de la provincia de Rieti, Lazio.

### Clima
El clima es típico de los Apeninos internos, caracterizado por inviernos y veranos fríos y nevados, y generalmente poco calor.

## Historia
La ciudad tiene sus orígenes en el siglo XII, cuando el territorio del valle del Tronto estaba bajo el dominio de los normandos y más tarde del Reino de Nápoles. Cascia amenazaba la frontera extrema del reino, así que, para fortalecerlo, los gobernadores locales decidieron de unirse bajo una sola ciudad, los muchos pueblos repartidos por todo el valle del Tronto.

### Terremoto de 2016
El 24 de agosto de 2016 fue golpeado por un terremoto de magnitud 6,2, con epicentro muy pròximo al propio pueblo de Accumoli, lo que provocó varios muertos y grandes daños en el centro histórico (declarado en su totalidad inabitable) y los alrededores, llegando a destruir pueblos próximos como Amatrice, Arquata del Tronto etc.
En la aldea de Illica perteneciente al ayuntamiento de Accumuli, falleciò la ùnica persona de nacionalidad española de dicho terremoto.
Hay varios juicios en proceso por negligencia e homicidio involuntario, tras la muerte de varias personas en dicho ayuntamiento.

## Monumentos
Los principales puntos de interés de Accumoli son: la Torre Cívica (del siglo XII), el Palazzo del Podestá, ahora el ayuntamiento, el Palazzo del Guasto (del siglo XV), el Palazzo Marini, de estilo manierista, caracterizado por un portal enmarcado por el diamante de sillería y columnas con capiteles jónicos en patas de elefante retorcidos, el Palazzo Cappello (del siglo XVII), que se encuentra cerca de la fortaleza medieval, y el Monumento a Salvatore (1927). Debido al terremoto en el centro de Italia, del 24 de agosto de 2016, numerosos edificios quedaron dañados o destruidos.

## Evolución demográfica
| Gráfica de evolución demográfica de Accumoli entre 1861 y 2011 |
|                                                                |
| Fuente ISTAT - elaboración gráfica de Wikipedia                |